# Boemlala
De boemlala is een folkloristisch muziekinstrument dat met name in de Zuidelijke Nederlanden (Vlaanderen, Zeeuws-Vlaanderen, Brabant en Limburg) bekendheid geniet. Het wordt traditioneel gespeeld tijdens feesten, zoals bruiloften. Uit geschriften is het bestaan van de boemlala te herleiden tot ten minste 1857.
Een boemlala bestaat uit een aantal theedoeken, een pollepel (of soeplepel) en een pannendeksel (dit kan ook een dienblad zijn). De theedoeken worden aan elkaar geknoopt en aan de bovenbenen van de bespeler gebonden. Hier wordt een pollepel tussen gestoken en een paar keer rondgedraaid. De bolle kant van de pollepel moet naar het lichaam wijzen. Wanneer beide benen naar buiten worden bewogen, beweegt de pollepel omhoog naar het lichaam. Het deksel wordt gebruikt om de klap van de pollepel tegen het kruis van de bespeler op te vangen. Er zijn verschillende varianten voor het bespelen van de boemlala. De bekendste is dat de bespeler een nachthemd over de boemlala aantrekt, waardoor bij het bespelen een schunnig tafereel wordt gesuggereerd. 
Bij het instrument hoort een traditioneel liedje, Den Boemlala, dat in vele tekstvarianten bekend is. De strekking van de tekst is dat de man of vrouw van de hoofdpersoon in het liedje ziek thuis ligt. In de tekst wordt hem of haar geadviseerd daarom naar huis te gaan. De hoofdrolspeler is dit echter geenszins van plan, omdat deze liever verdergaat met het bespelen van de boemlala.
Bekende vertolkingen van het liedje in de traditionele tekst zijn die van de Vlaamse folkgroepen De Kadullen en De Stoopkes.
Anno 2007 beleefde het instrument in Nederland een renaissance voor het grote publiek in het programma Mooi! Weer De Leeuw in oktober 2007. Het werd toen gepresenteerd door Petra de Boevere, die daarna een nieuwe versie van het liedje Den Boemlala opnam met Bennie Hek & De Houdoe's. De tekst was geschreven op het personage 'Het Meisje van de Slijterij', het digitale alter-ego van De Boevere.